# Tóth Ferenc (filozófus)
Tóth Ferenc (Hajdúszoboszló, 1818. december 7. (keresztelés) – Debrecen, 1909. március 4.) jogfilozófus, filozófiatörténész, főiskolai tanár.

## Élete
Tóth István és Szép Erzsébet fiaként született. Középiskoláit Debrecenben végezte, majd ezt követően a Tisza családnál volt nevelő. Az 1850-es évek elején a debreceni főiskolában megválasztották a történelem tanárává, 1874-ben pedig a jogbölcseletet (jogfilozófiát) is hozzácsatolták tanszékéhez. Negyvenegy évi tanársága után vonult nyugalomba. 
Debrecenben hunyt el 1909-ben 91 éves korában tüdőgyulladás következtében. Végrendeletében egész vagyonát a református kollégiumnak hagyta. 
Felesége a nála 16 évvel fiatalabb Pollágh Lujza volt, akivel 1859. június 1-jén kötött házasságot Debrecenben, egyik esküvői tanú Lengyel Zsigmond főiskolai tanár volt.

## Művei
- Bölcsészet történelme. Tanulók s művelt olvasók számára. Debreczen, 1872., 1874., 1884, három kötet
- Jogbölcsészet. Ahrens után. Uo. 1879